# Fianarantsoa (provins)
Fianarantsoa var den tredje största av Madagaskars sex självstyrande provinser. Provinsen hade en yta på 103 27 km² samt 3 730 200 invånare (2004) och därmed en befolkningstäthet på omkring 36,1 personer per kvadratkilometer. Enligt en författningsändring etablerades en ny administrativ indelning utan provinser från oktober 2009.

## Geografi
Fianarantsoa gränsade till provinserna Antananarivo i nordväst, Toamasina i norr och Toliara i väst.
Provinsen var uppdelad i följande fem regioner (faritra), som i oktober 2009 överordnades provinserna. Dessa regioner var sammanlagt uppdelade i 23 distrikt (Fivondronana):
- Amoron'i Mania
- Atsimo Atsinanana
- Haute-Matsiatra
- Ihorombe
- Vatovavy-Fitovinany

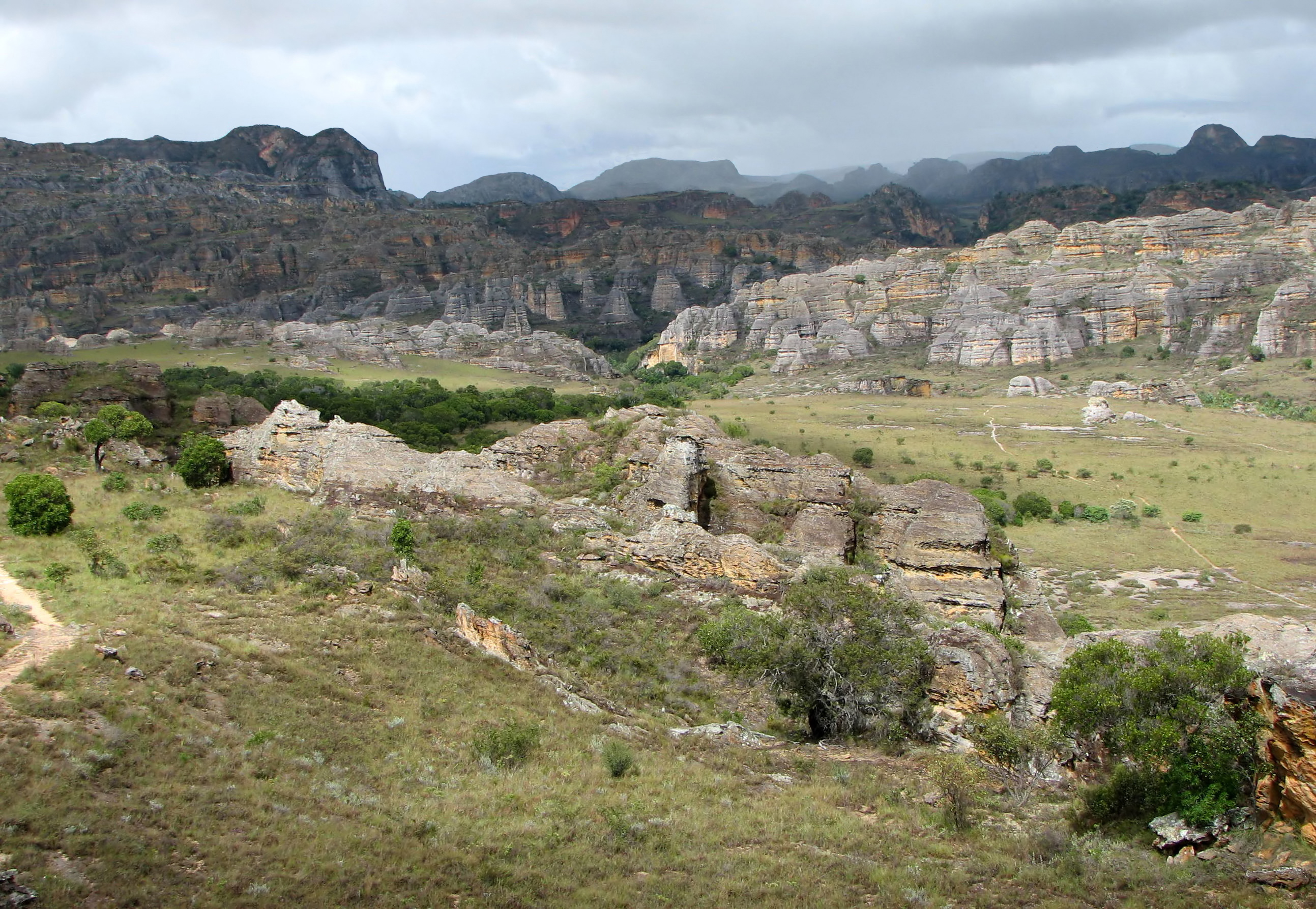
Isalo nationalpark

Fianarantsoa omfattade en vacker natur med flera av Madagaskars viktigaste nationalparker, däribland:
- Ranomafana nationalpark - en över 41 600 hektar stor park med fuktig skog och varma källor
- Isalo nationalpark - en park med sandstensformationer, kanjoner och oaser. Med guide kan man utforska, klättra eller vandra i parken i dagar såväl som veckor på en yta av 815 km²
- Andringitra nationalpark - en del av världsarvet Atsinananas regnskogar, en park med växlande och tuff terräng och en stor variation av arter